# Argentina Juniors
Das Argentina Juniors (auch Argentina Junior International genannt) ist im Badminton die offene internationale Meisterschaft von Argentinien für Junioren und damit das bedeutendste internationale Juniorenturnier in Argentinien. Es wurde erstmals im Februar 2014 ausgetragen.

## Die Sieger
| Saison    | Herreneinzel         | Dameneinzel       | Herrendoppel                  | Damendoppel                            | Mixed                                  |
| --------- | -------------------- | ----------------- | ----------------------------- | -------------------------------------- | -------------------------------------- |
| 2014      | Iván León            | Lohaynny Vicente  | Nikolás Ferruzola Iván León   | Daniela Macías Dánica Nishimura        | José Guevara Daniela Macías            |
| 2015 2016 | nicht ausgetragen    | nicht ausgetragen | nicht ausgetragen             | nicht ausgetragen                      | nicht ausgetragen                      |
| 2017      | Christopher Martínez | Yaqueline Duarte  | Bruno Barrueto Diego Subauste | Fernanda Saponara Rivva Micaela Flores | Bruno Barrueto Fernanda Saponara Rivva |
| 2018 2024 | nicht ausgetragen    | nicht ausgetragen | nicht ausgetragen             | nicht ausgetragen                      | nicht ausgetragen                      |